# 방원진
방원진(房元震, 1577년 ~ 1649년)은 조선의 문신이다. 본관은 남양(南陽). 자는 자성(子省), 호는 만오(晩悟)이다. 부인은 현감 정대민(鄭大民)의 딸이다.
1592년(선조 25년) 임진왜란이 일어나자 양대박(梁大撲)과 함께 의병으로 활동했다.
정경세(鄭經世)의 문인으로, 1605년(선조 38년) 28세의 나이로 생원시에 합격하였다.
조부인 방응현(房應賢)이 세운 사계정사(沙溪精舍)가 임진왜란 때 불에 타버리자 1609년에 다시 재건한 후 그 모습을 그림으로 제작하여 《사계정사도(沙溪精舍圖)》(견본채색화, 55.5×88cm)를 남겼다.
1623년(인조 1년) 인조반정(仁祖反正) 후 신흠(申欽)의 천거로 중림도찰방(重林道察訪)이 되었고, 1624년 간원의 탄핵을 받기도 했다.
1627년(인조 5년) 정묘호란 때 호소사(號召使) 김장생(金長生) 휘하에서 소모관(召募官)으로 군사와 군량미를 모집하였다.
1636년 병자호란 때도 의병을 일으켜 여산까지 진군하였으나 이미 화의가 성립되었다는 소식을 듣고 해산하였다.

## 저서
- 《만오실기(晩悟實記)》
- 한글 시조 《애련곡》

## 가족 관계
- 고조부 : 호조좌랑(戶曹佐郞) 방귀화(房貴和)
  - 증조부 : 방한걸(房漢傑)
    - 조부 : 방응현(房應賢, 1524년 ∼ 1589년)
    - 조모 : 해주 오씨(海州吳氏, 1524년 ~ 1598년), 오경인(吳景戭)의 딸
      - 부 : 방덕화(房德驊)

    - 외조부 : 진대수(陳大壽)
      - 모 : 진대수(陳大壽)의 딸
      - 처부 : 현감 정대민(鄭大民)
        - 부인 : 하동 정씨(河東鄭氏), 정대민(鄭大民)의 딸
          - 장남 : 진사(進士) 방명욱(房明煜)
          - 며느리 : 양사제(梁士悌)의 딸
          - 차남 : 생원 방명소(房明熽)
          - 며느리 : 청송 심씨(靑松沈氏), 심기원(沈沂源)의 딸
          - 장녀 : 남양 방씨
          - 장녀 사위 : 이창(李悵)
          - 차녀 사위 : 김강(金茳)

        - 남동생 : 사옹원주부(司饔院主簿) 방원익(房元益)
        - 여동생 : 남양 방씨
        - 매제 : 김경연(金慶衍)
        - 이복 동생 : 방원점(房元漸)
        - 이복 동생 : 방원정(房元井)
          - 조카 : 방명엽(房明燁)
          - 조카 : 방명흡(房明灼)
          - 조카 : 방명식(房明烒)
          - 조카 : 방명섭(房明燮)

        - 이복 여동생 : 사인(士人) 임게(林垍)에게 출가